# Ernst Kühnle
Ernst Kühnle (* 28. Juli 1915 in Weingarten; † 26. Mai 1993 ebenda) war ein deutscher Politiker (CDU).

## Werdegang
Kühnle wurde als Sohn des Schreinermeisters Karl Kühnle geboren. Er besuchte die Landwirtschaftliche Hochschule Hohenheim und schloss als Diplom-Agraringenieur ab.
1964 zog er als Abgeordneter in den Landtag von Baden-Württemberg ein, dem er drei Wahlperioden bis 1976 angehörte.

## Ehrungen
- 1976: Verdienstkreuz 1. Klasse der Bundesrepublik Deutschland